# Egbert van der Poel
Egbert Liewensz. van der Poel, född 9 mars 1621 i Delft, död 19 juli 1664 i Rotterdam, var en nederländsk målare.
van der Poel var ursprungligen verksam i Delft, från 1654 eller 1655 i Rotterdam. I motsats till hans under senare tid ständigt upprepade eldsvådebilder med deras alltmer ytliga rutin märks hans tidigare interiörer och landskap med varm ton, mjukt stämda lokalfärger och fint måleriskt utförande. En eldsvådebild av van der Poel finns på Nivaagaard.